# Apis (Egypte)
De Apis is een Egyptische godheid, voorgesteld als een stier met een zonneschijf tussen de horens.
In de vroege geschiedenis werd de stier beschouwd als vruchtbaarheidssymbool. De koningen uit het Oude Rijk werden vaak met de stier vereenzelvigd en als zodanig afgebeeld. Heersers uit het Nieuwe Rijk kregen ook vaak de bijnaam 'Sterke Stier'. Apis bleef gedurende de hele Egyptische geschiedenis een plaatselijke godheid. Dit veranderde echter tijdens de regering van de Ptolemaeën. Toen werd de verering van de Apisstier een heuse cultus.
Bij de keuze van een nieuwe Apisstier hield men rekening met de volgende factoren:
Hij moest nog redelijk jong zijn (iets ouder dan een kalf), hij moest een zwarte stier zijn, en een witte driehoek hebben op zijn voorhoofd. Werd de nieuwe Apis gevonden, dan werd dit publiekelijk bekendgemaakt en werd er een groot feest georganiseerd in Memphis om dit heugelijk feit te vieren. De stier zelf hoefde gedurende zijn hele leven niets te doen, en werd door zijn eigen priesters danig in de watten gelegd. Stierf de stier, werd dit wederom publiekelijk bekendgemaakt, en werden er enkele dagen van nationale rouw aangekondigd. De stier werd dan gemummificeerd en bijgezet in een mausoleum waar ook zijn voorgangers lagen, in de necropolis te Saqqara. Hij werd daarna verder vereerd door zijn eigen dodenpriesters.
De Heilige Apisstier van Memphis kreeg meer karaktertrekken toebedeeld. Zo werd hij als aardse belichaming van de god Ptah beschouwd.
Omdat de stier na zijn dood een band met Osiris aanging, werd hij ook als dodengod gezien. Het was deze stier die de mummie van een gestorvene op zijn rug ten grave droeg.

## Metamorphosen
In de Metamorphosen van de Romeinse schrijver Ovidius wordt verteld aan het eind van Boek I en begin van Boek II, hoe Jupiters minnares Io als koe moest vluchten naar Egypte om aan de wraak van Jupiters vrouw Juno te ontkomen. In Egypte werd Io weer mens en vereerd als de godin Isis. Haar zoon bij Jupiter was Epaphus, ofwel Apis. Epaphus beledigde Phaëton, die daarop zijn vader Helios, de Zon, vroeg om diens zonnewagen een dag te mogen besturen, met verwoestende gevolgen voor de aarde.